# Orosz Tudományos Akadémia
A Orosz Tudományos Akadémia (tkp. Oroszországi Tudományos Akadémia; oroszul: Российская академия наук – Rosszijszkaja Akagyemija Nauk) a legrégibb akadémia a orosz nyelvterületen. Nagy Péter alapította 1724-ben. 1925 és 1991 között Szovjetunió Tudományos Akadémiájának (Академия наук СССР) hívták. Az Akadémia székhelye eredetileg Szentpéterváron volt, de 1934-ben Moszkvába költöztették.

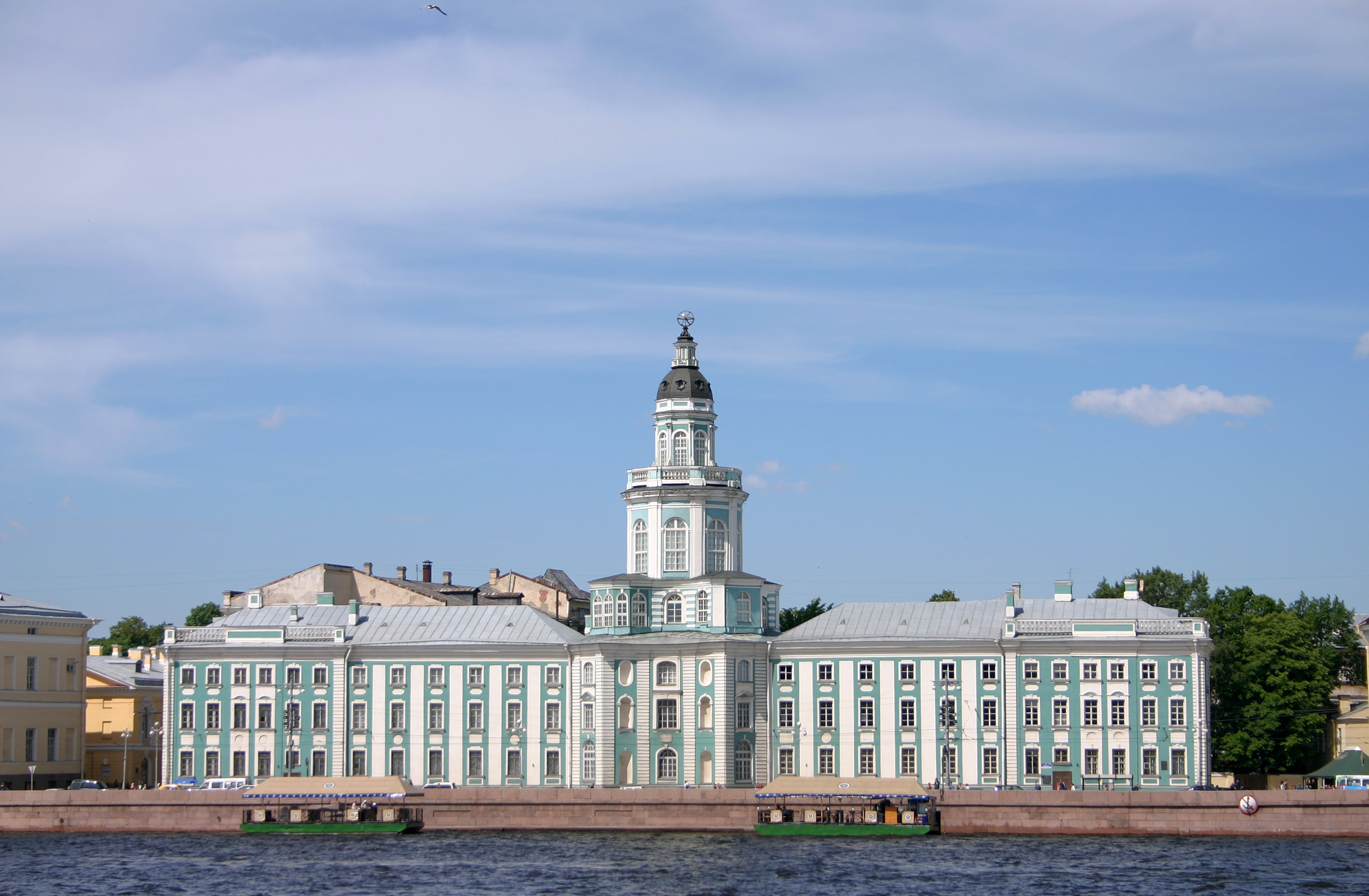
Az Akadémia egykori székhelye Szentpéterváron. Az 1734-ben épült barokk palota ma a Kunsztkamerának ad otthont.

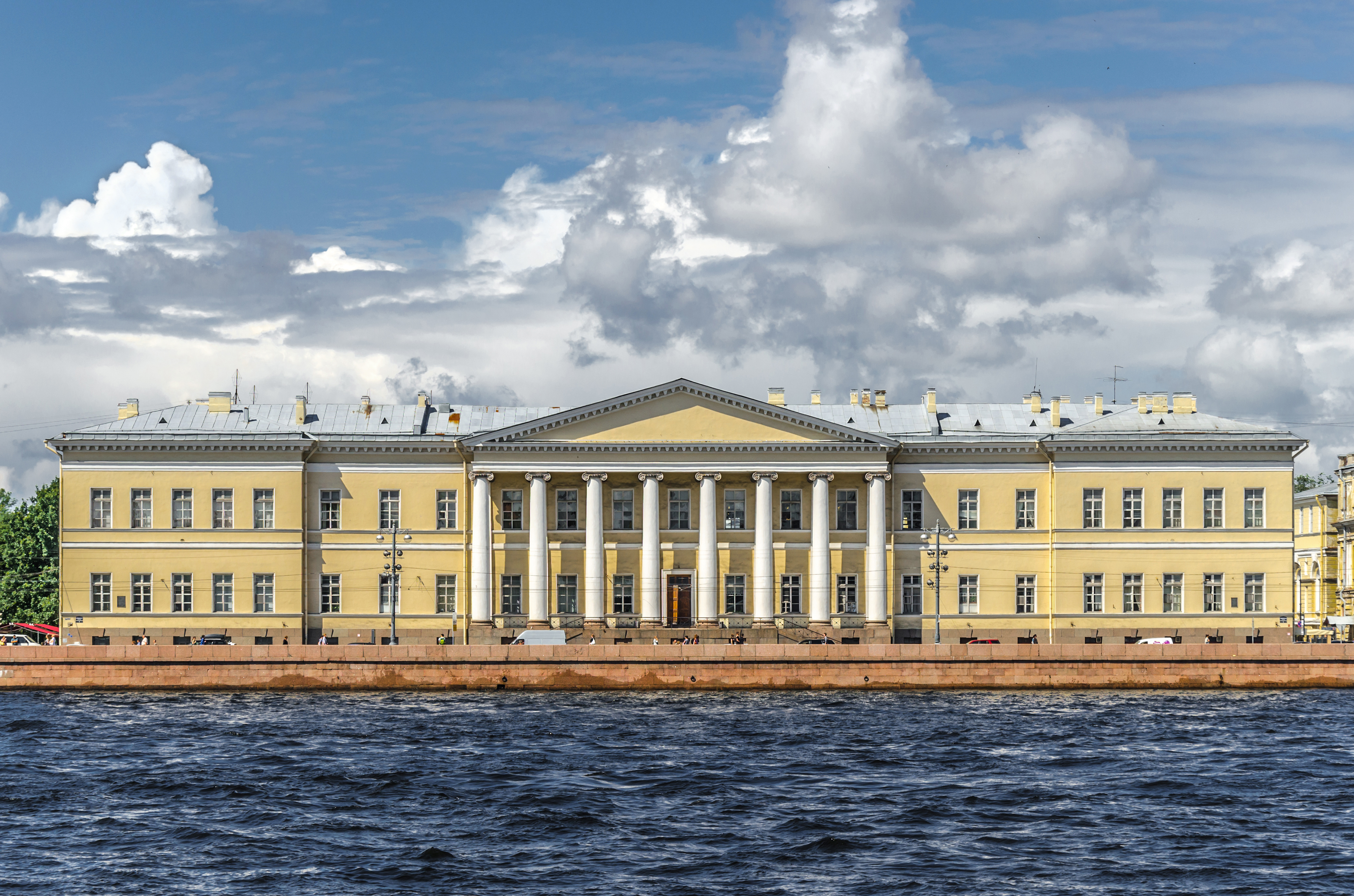
Az egykori szentpétervári akadémia épülete

## Osztályok
- Matematikai osztály
  - Matematikai  szekció
  - Alkalmazott matematikai és számítástechnikai szekció
- Fizikai osztály
  - Általános fizikai és csillagászati  szekció
  - Atomfizikai szekció
- Energiagazdasági, gépészmérnöki és mechanikai osztály 
  - Mechanikai szekció
  - Gépészmérnöki szekció
  - Energiagazdasági szekció
- Nanotechnológiai és információs technológiai osztály
- Kémiai és Anyagtudományi osztály
  - Kémiai szekció
  - Anyagtudományi szekció
- Biológiai Tudományok Osztálya
  - Fizikai-kémiai biológia szekciója
  - Biológiai szekció
- Földtudományi  osztály
- Társadalomtudományi Osztály
  - Filozófia, Szociológia, Pszichológia és Jog szekciója
  - Közgazdaságtani szekció
- Történeti és Nyelvészeti osztály
- Orvostudományi osztály
- Mezőgazdaságtudományi osztály
- Fiziológiai osztály
- Globális kérdések és nemzetközi Kapcsolatok osztálya

## Az Akadémia ismert tagjai (válogatás)

### Külföldi tagok
- Daniel Bernoulli (1700–1782), matematikus
- Nikolaus II Bernoulli(wd) (1695–1726), matematikus
- Manfred Eigen (1927–2019), német biofizikus–kémikus.
- Richard Ernst (1933–2021), kémikus
- Leonhard Euler (1707–1783), matematikus
- Johan Gadolin (1760–1852), kémikus
- Christian Goldbach (1690–1764), matematikus
- Paul Henri Thiry d’Holbach (1723–1789), filozófus, természettudós és enciklopédista
- Otto Ville Kuusinen (1881–1964), politikus
- Franz von Löher (1818–1892), történetíró
- Gerhard Friedrich Müller (1705–1783), historiográfus, geográfus és felfedező
- Peter Simon Pallas (1741–1811), német zoológus és botanikus
- Segner János András (1704–1777), matematikus és fizikus
- Friedrich Georg Wilhelm von Struve (1793–1864), csillagász

### Orosz/szovjet tagok
- Alekszej Alekszejevics Abrikoszov (1908–1961), fizikus
- Zsoresz Ivanovics Alfjorov (1930–2019), fizikus
- Nyikolaj Gennagyijevics Baszov (1922–2001), fizikus
- Nyikolaj Nyikolajevics Bogoljubov (1909–1992), fizikus és matematikus
- Vitalij Lazarevics Ginzburg (1916–2009), fizikus
- Szergej Vlagyimirovics Iljusin (1894–1977), repülőgéptervező
- Alekszandr Szergejevics Jakovlev (1906–1989), repülőgéptervező
- Mihail Kuzmics Jangel (1911–1971), rakétatervező
- Leonyid Vitaljevics Kantorovics (1912–1986), matematikus
- Pjotr Leonyidovics Kapica (1894–1984), fizikus
- Andrej Nyikolajevics Kolmogorov (1903–1987), matematikus
- Szergej Pavlovics Koroljov (1907–1966), rakterületező
- Ivan Andrejevics Krilov (1769–1844), költő, író
- Igor Vasziljevics Kurcsatov (1903–1960), fizikus
- Lev Davidovics Landau (1908–1968), fizikus, Nobelpreisträger
- Valerij Alekszejevics Legaszov (1936–1988), kémikus
- Alekszandr Mihajlovics Ljapunov (1857–1918), matematikus
- Mihail Vasziljevics Lomonoszov (1711–1765), polihisztor
- Andrej Andrejevics Markov (1856–1922), matematikus
- Ilja Iljics Mecsnyikov (1845–1916), biológus
- Artyom Ivanovics Mikojan (1905–1970), repülőgéptervező
- Vlagyimir Afanaszjevics Obrucsev (1863–1956), geológus
- Ivan Petrovics Pavlov (1849–1936), orvos és fiziológus
- Andrej Dmitrijevics Szaharov (1921–1989), magfizikus
- Mihail Alekszandrovics Solohov (1905–1984), elbeszélő, regényíró
- Nyikolaj Nyikolajevics Szemjonov (1896–1986), kémikus
- Alekszandr Iszajevics Szolzsenyicin (1918–2008), író
- Igor Jevgenyjevics Tamm (1895–1971), fizikus
- Alekszej Nyikolajevics Tolsztoj (1883–1945), író
- Pafnutyij Lvovics Csebisev (1821–1894), matematikus
- Pavel Alekszejevics Cserenkov (1904–1990), fizikus
- Pjotr Andrejevics Vjazemszkij (1792–1878), költő és irodalmi kritikus